# 奧米爾巴赫河 (伊薩爾河支流)
47°58′2.9″N 11°28′34″E / 47.967472°N 11.47611°E

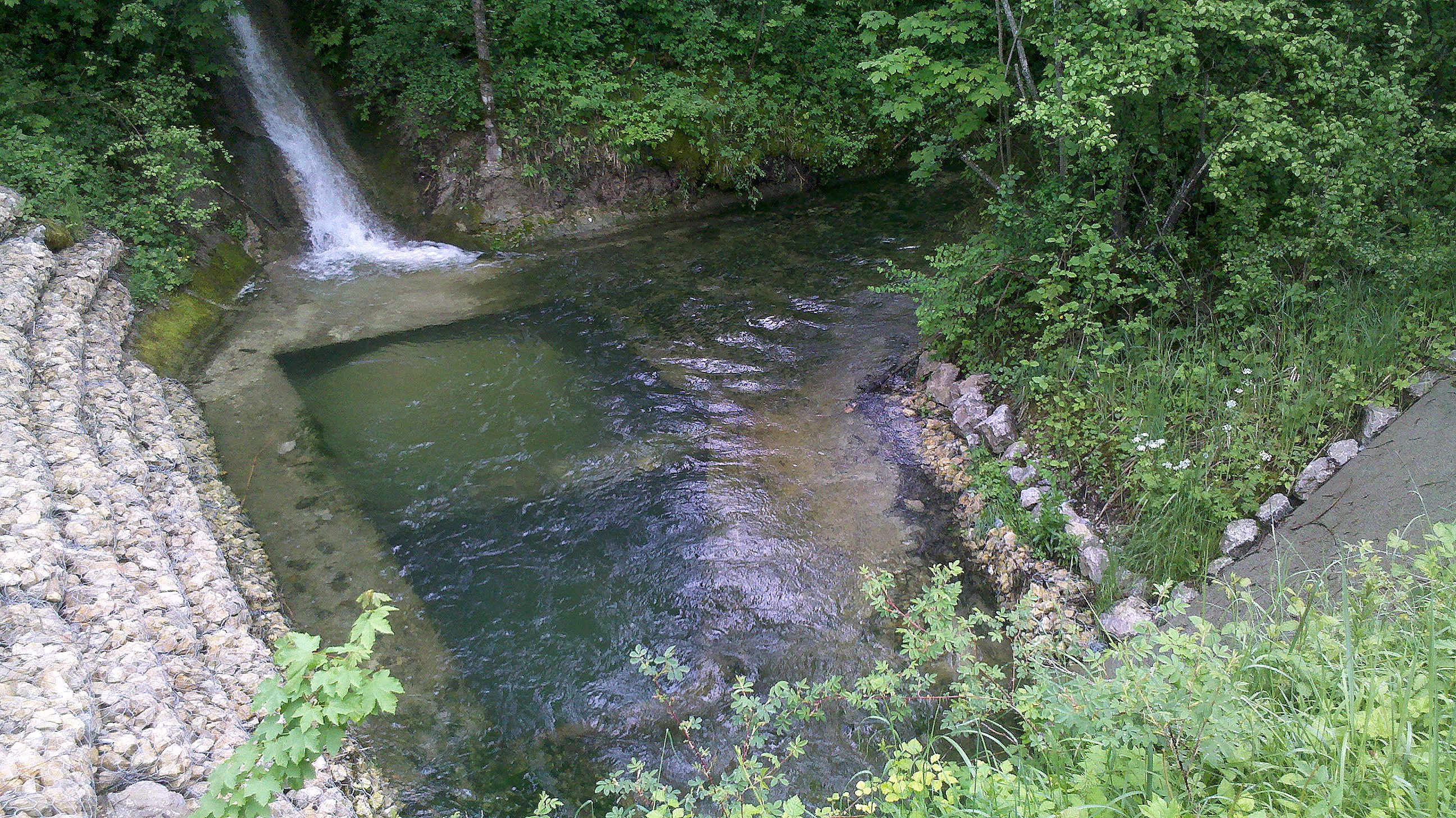

奧米爾巴赫河（德語：Aumühlbach），是德國的河流，位於該國東南部，由巴伐利亞負責管轄，屬於伊薩爾河的左支流，由羅特巴赫河和德賴布倫嫩巴赫河匯流而成，河道全長1.8公里。